# Herrarnas allround i hastighetsåkning på skridskor vid olympiska vinterspelen 1924
- 26 januari och 27 januari 1924

Herrarnas allroundtävling pågick 26-27 januari. Alla fyra skridskotävlingar räknades in i allroundtävlingen. Det är den enda gången som medaljer har delats ut i allround under olympiska spel. 11 skridskoåkare från fem nationer deltog i alla fyra skridskodistanserna.

## Medaljörer
| Guld                  | Silver             | Brons                   |
| Clas Thunberg Finland | Roald Larsen Norge | Julius Skutnabb Finland |

## Resultat
| Placering | Åkare                  | Poäng | Sammanlagt                         | 500 meter                          | 1500 meter                         | 5000 meter                         | 10000 meter                        |
| --------- | ---------------------- | ----- | ---------------------------------- | ---------------------------------- | ---------------------------------- | ---------------------------------- | ---------------------------------- |
| 1         | Clas Thunberg (FIN)    | 5.5   | 198.023                            | 1.5                                | 1                                  | 1                                  | 2                                  |
| 2         | Roald Larsen (NOR)     | 9.5   | 199.763                            | 1.5                                | 2                                  | 3                                  | 3                                  |
| 3         | Julius Skutnabb (FIN)  | 11    | 202.347                            | 4                                  | 4                                  | 2                                  | 1                                  |
| 4         | Harald Strøm (NOR)     | 17    | 203.657                            | 3                                  | 5                                  | 5                                  | 4                                  |
| 5         | Sigurd Moen (NOR)      | 17    | 203.783                            | 5                                  | 3                                  | 4                                  | 5                                  |
| 6         | Léonhard Quaglia (FRA) | 25    | 210.843                            | 6                                  | 7                                  | 6                                  | 6                                  |
| 7         | Alberts Rumba (LAT)    | 27    | 212.637                            | 7                                  | 6                                  | 7                                  | 7                                  |
| 8         | Leon Jucewicz (POL)    | 32    | 226.400                            | 8                                  | 8                                  | 8                                  | 8                                  |
| 9         | André Gegout (FRA)     | 36    | 236.023                            | 9                                  | 9                                  | 9                                  | 9                                  |
| –         | Asser Wallenius (FIN)  | DNF   | Slutförde inte 1500-metersloppet   | Slutförde inte 1500-metersloppet   | Slutförde inte 1500-metersloppet   | Slutförde inte 1500-metersloppet   | Slutförde inte 1500-metersloppet   |
| –         | George de Wilde (FRA)  | DNF   | Slutförde inte 10 000-metersloppet | Slutförde inte 10 000-metersloppet | Slutförde inte 10 000-metersloppet | Slutförde inte 10 000-metersloppet | Slutförde inte 10 000-metersloppet |